# Rotkopftrogon

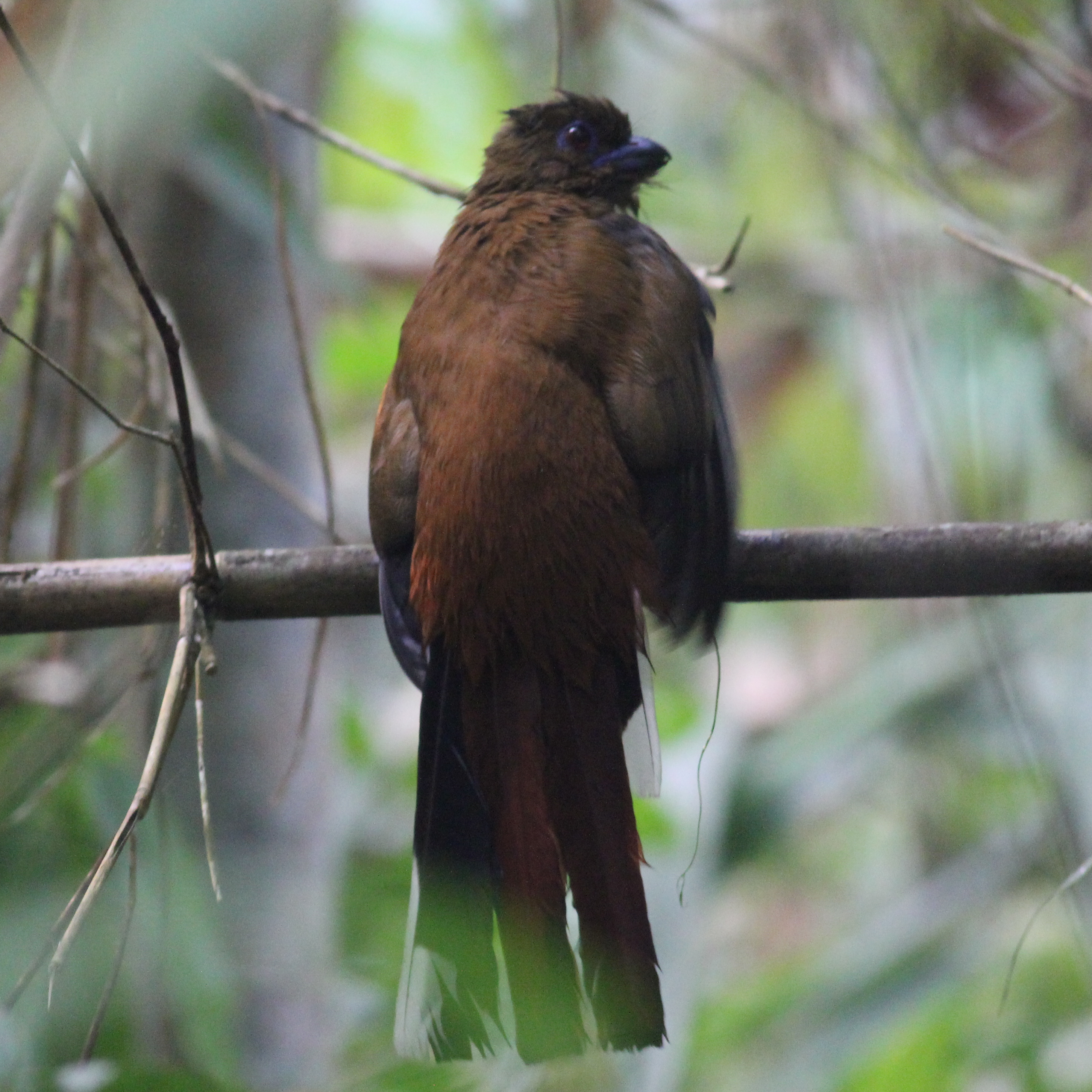
Weibchen

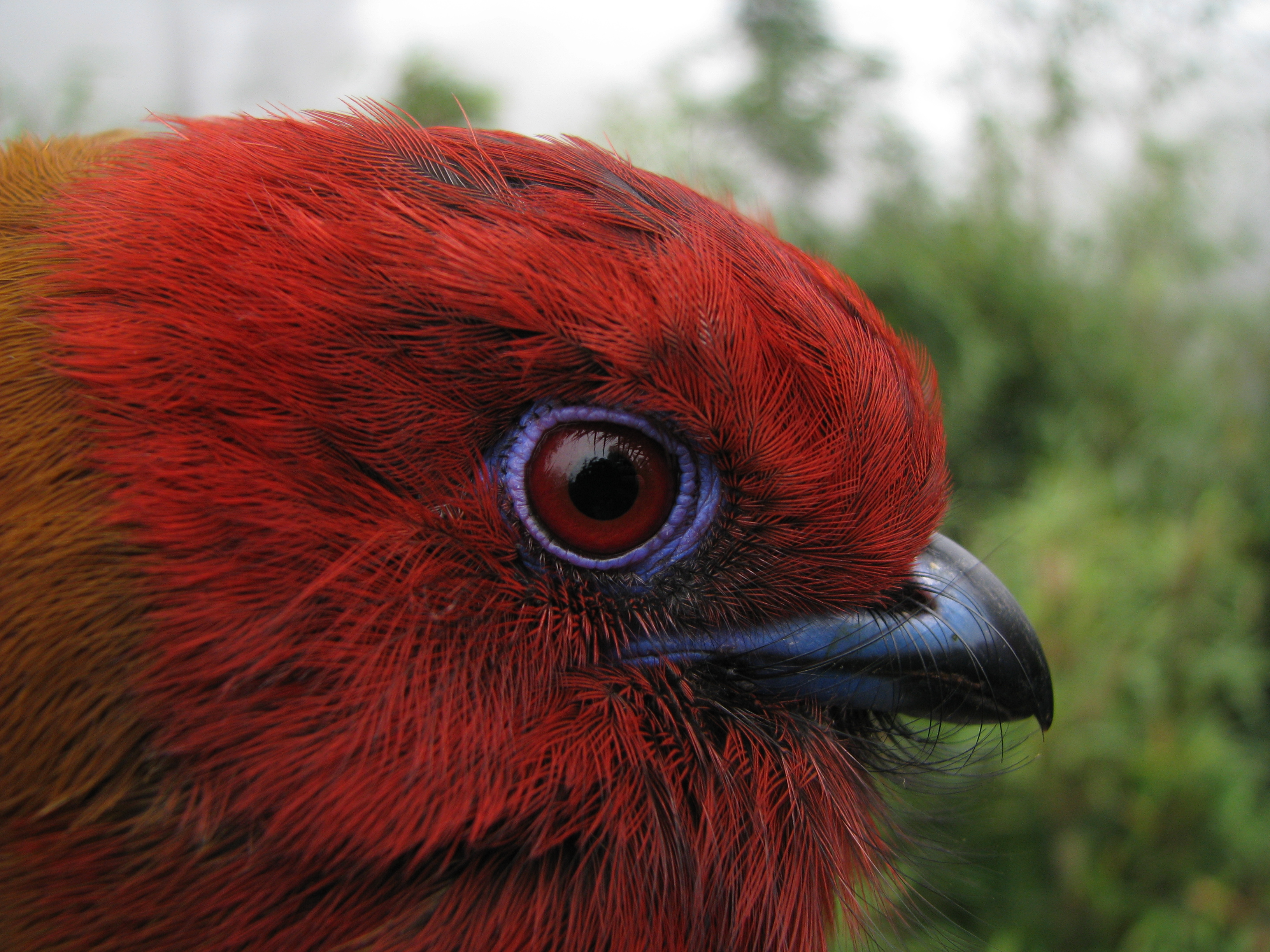
Detail des Kopfes eines Männchens

Der Rotkopftrogon (Harpactes erythrocephalus), Syn. Trogon erythrocephalus, ist eine Vogelart aus der Familie der Trogone (Trogonidae).
Der Vogel kommt von Zentralnepal über Südostasien und Südchina bis Sumatra vor.
Der Lebensraum umfasst ausschließlich Wälder, dichten Hemiborealer Mischwald und immergrünen Bergwald, auch mit Bambus, vorzugsweise feuchte, dunkle, immergrüne Standorte und kühle Schluchten von 250 bis 1000 m in Nepal, bis 2400 m in Indien, in China häufig zwischen 700 und 900 m Höhe.
Der Artzusatz kommt von altgriechisch ἐρυθρός erythros, deutsch ‚rot‘ und altgriechisch κεφαλή kephale, deutsch ‚Kopf‘.

## Merkmale
Die Art ist 31–35 cm groß und wiegt zwischen 75 und 110 g. Das Männchen hat einen blauen Schnabel mit schwärzlicher Spitze, einen purpurblauen Augenring, schwarze Zügel mit weißen Rändern. Kopf und Nacken bis mittlere Brust sind matt karminrot mit weißem Brustband, die Oberseite einschließlich Schwanzoberseite ist rotbraun, die schwarzen Flügeldecken sind weiß marmoriert, die mittleren Steuerfedern dunkelbraun mit schwarzen Binden, die äußeren weiß mit schwarzer Basis. Die Unterseite ist rosarot. Das Weibchen ist statt karminrot braun gefärbt, der Schnabel und der Augenring sind blasser blau. Die Flügeldecken und die Steuerfedern sind braun statt schwarz. Die Iris ist kastanienbraun bis rot, die Beine sind malvenfarben, die Füße blassblau. Jungvögel sehen weibchenartig aus, haben aber gelblichbraune bis weiße Flecken auf Brust, Bauch und Flanken, die Flügeldecken und Schirmfedern können kräftig schwarz und gelbbraun gezeichnet sein.

## Geografische Variation
Es werden folgende Unterarten anerkannt:
- H. e. erythrocephalus (Gould, 1834), Nominatform, – Himalaya  von Uttarakhand bis Nepal und Nordostindien bis Südwestmyanmar und Westthailand
- H. e. helenae Mayr, 1941[9] – Südchina und Norden Myanmars, größte Unterart mit kräftig rotem Bauch, kürzeren Flügeldecken mit sehr zarter Marmorierung
- H. e. yamakanensis Rickett, 1899[10] – Südostchina (Sichuan, Fujian und Nordguangdong), groß, dunkler um den Kopf herum, Mantel und Rücken dunkel kastanienbraun, Bauch blasser rosa, mehr Schwarz im Schwanz, Männchen mit zimtfarbenem Brustband, Weibchen dunklerer brauner Kopf, Nacken und Brust, Unterseite mehr zimtrot, Steiß rosa
- H. e. intermedius (Kinnear, 1925)[11] – Yunnan, Nordlaos und Nordvietnam, kleiner, blasser auf der Oberseite, zarte Marmorierung auf dem Spiegel, dunkler auf der Unterseite, blasseres Kadmiumrot an Kopf und Bauch, dunkler auch als H. e. annamensis
- H. e. annamensis (Robinson & Kloss, 1919)[12] – Nordostthailand, Südlaos und Vietnam, kleiner, mehr ockerfarben auf der Oberseite mit kräftiger Bänderung der Spiegel und weniger Rot am Kopf, Weibchen mehr kastanienbraun bis gelb an Kopf und Mantel, Marmorierung deutlich gröber
- H. e. klossi (Robinson, 1915)[13] – Chuor Phnom Krâvanh in Westkambodscha und Südosten Thailands, heller als H. e. annamensis, Männchen strahlend rot an Kopf und Brust, Oberseite blass braun, Bauch rotgrün ohne rosa Töne, Weibchen am Kopf kastanienbraun bis blass gelb
- H. e. chaseni Riley, 1934[14] – Malaiische Halbinsel, Oberseite etwas dunkler als H. e. klossi, weniger leuchtendes Weinrot unten, Spiegel zarter gebändert als H. e. annamensis
- H. e. hainanus Ogilvie-Grant, 1900[15] – Hainan, kleiner, wesentlich weniger Rot am Kopf, Mantel sehr dunkel, Bürzel nussbraun, Unterbrust blasser, Weibchen dunkler kastanienbraun an Kopf, Nacken und Brust
- H. e. flagrans (S. Müller, 1836)[16] – Berge von Sumatra, fast identisch mit der Nominatform aber wesentlich kleiner

## Stimme
Der Gesang wird als abfallende Folge von 5 oder mehr abgesetzten, sanften Laute „tyaup, tyaup, tyaup, tyaup, tyaup…“ beschrieben wie bei einem Pirol (Oriolus oriolus), der Alarmruf ist ein „tewirr“, manchmal ist auch ein wiederholtes melancholisches „pluu-du“ zu hören. Der Gesang hat Ähnlichkeiten mit dem des Sumatratrogons (Apalharpactes mackloti).

## Lebensweise
Die Art ist überwiegend ein Standvogel, in Laos und Bhutan kann es jahreszeitabhängig zu Höhenwanderungen kommen. Die Nahrung besteht hauptsächlich aus grünen Heuschrecken, Gespenstschrecken, Zikaden, Tausendfüßern, Fliegen, Käfern, auch aus Blättern und Beerenobst. Nachtfalter werden im frühen Morgen und am Abend gejagt.
Die Brutzeit liegt in China im April, in Indien zwischen Mai und Juni, in Myanmar zwischen März und Mai, in Thailand zwischen Februar und Juli. Das Nest wird in der Höhle eines abgestorbenen Baumstumpfes oder einer verlassenen Spechthöhle etwa 2 m über dem Boden angelegt. Beide Elternvögel arbeiten am Nest. Das Gelege besteht aus 2 bis 4 cremeweißen, glänzenden Eiern, die über etwa 18 Tagen bebrütet werden, tagsüber vom Männchen, vom Weibchen über Nacht. Der Bruterfolg ist nur gering wegen der zahlreichen Fressfeinde wie Südliche Schweinsaffen (Macaca nemestrina), Nachtbaumnattern (Boiga), Schopfhabichte (Lophospiza trivirgata), Nördliches Spitzhörnchen (Tupaia belangeri), Finlayson-Hörnchen (Callosciurus finlaysonii) und Orienthornvogel (Anthracoceros albirostris).

## Gefährdungssituation
Der Bestand gilt als „nicht gefährdet“ (Least Concern).